# غريليفيل (كارولاينا الجنوبية)
غريليفيل (بالإنجليزية: Greeleyville, South Carolina)‏ هي بلدة أمريكية تقع في الولايات المتحدة في مقاطعة ويليامسبورغ. يقدر عدد سكانها بـ 375 نسمة ومساحتها 3.0 كم2 و وترتفع عن سطح البحر 24 متر.

## التركيبة السكانية
حدّد مكتب تعداد الولايات المتحدة بيانات التركيبة السكانية لغريليفيل في تعداد الولايات المتحدة. في ما يلي، التركيبة السكانية حسب تعدادي 2000 و2010.

### تعداد عام 2000
بلغ عدد سكان غريليفيل 452 نسمة بحسب تعداد عام 2000، وبلغ عدد الأسر 163 أسرة وعدد العائلات 118 عائلة مقيمة في البلدة. في حين سجلت الكثافة السكانية 142.6 نسمة لكل كيلومتر مربع (369.3/ميل2). وبلغ عدد الوحدات السكنية 188 وحدة بمتوسط كثافة قدره 59.3 لكل كيلومتر مربع (153.6/ميل2).
وتوزع التركيب العرقي للبلدة بنسبة 39.82% من البيض و58.19% من الأمريكيين الأفارقة و0.88% من الأمريكيين ذوي الأصول الآسيوية و1.11% من الأعراق الأخرى و2.65% من الهسبانيون أو اللاتينيون من أي عرق.
بلغ عدد الأسر 163 أسرة كانت نسبة 42.9% منها لديها أطفال تحت سن الثامنة عشر تعيش معهم، وبلغت نسبة الأزواج القاطنين مع بعضهم البعض 48.5% من أصل المجموع الكلي للأسر، ونسبة 19.6% من الأسر كان لديها معيلات من الإناث دون وجود شريك،  بينما كانت نسبة 4.3% من الأسر لديها معيلون من الذكور دون وجود شريكة وكانت نسبة 27.6% من غير العائلات. تألفت نسبة 25.8% من أصل جميع الأسر من عدة أفراد يعيشون في نفس المنزل ونسبة 11% كانت تتألف من شخص يعيش بمفرده يبلغ من العمر 65 عاماً أو أكثر. وبلغ متوسط حجم الأسرة المعيشية 2.77، أما متوسط حجم العائلات فبلغ 3.34.
بلغ العمر الوسطي للسكان 36.2 عاماً. وكانت نسبة 31.2% من القاطنين تحت سن الثامنة عشر، وكانت نسبة 7.7% بين الثامنة عشر والرابعة والعشرين عاماً، ونسبة 25.2% كانت واقعةً في الفئة العمرية ما بين الخامسة والعشرين والرابعة والأربعين عاماً، ونسبة 23.2% كانت ما بين الخامسة والأربعين والرابعة والستين، ونسبة 12.6% كانت ضمن فئة الخامسة والستين عاماً فما فوق. يوجد لكل 100 أنثى 89.9 ذكر، ويوجد لكل 100 أنثى في الثامنة عشر من عمرها فما فوق 92.0 ذكر.
بلغ متوسط دخل الأسرة في البلدة 32,375 دولارًا، أما متوسط دخل العائلة فبلغ 32,344 دولارًا. وكان متوسط دخل الذكور 27,969 دولارًا مقابل 17,500 دولارًا للإناث. وسجل دخل الفرد الخاص بالبلدة 17,971 دولارًا. وكانت نسبة 23.2% من العائلات ونسبة 19.6% من السكان تحت خط الفقر، وكان من هؤلاء نسبة 20.8% تحت سن الثامنة عشر ونسبة 25.5% في الخامسة والستين من العمر وما فوق.

### تعداد عام 2010
بلغ عدد سكان غريليفيل 438 نسمة بحسب تعداد عام 2010، وبلغ عدد الأسر 183 أسرة وعدد العائلات 123 عائلة مقيمة في البلدة. في حين سجلت الكثافة السكانية 138.2 نسمة لكل كيلومتر مربع (357.9/ميل2). وبلغ عدد الوحدات السكنية 214 وحدة بمتوسط كثافة قدره 67.5 لكل كيلومتر مربع (174.8/ميل2).
وتوزع التركيب العرقي للبلدة بنسبة 28.31% من البيض و68.95% من الأمريكيين الأفارقة و0.46% من الأعراق الأخرى و2.28% من عرقين مختلطين أو أكثر و2.74% من الهسبانيون أو اللاتينيون من أي عرق.
بلغ عدد الأسر 183 أسرة كانت نسبة 31.1% منها لديها أطفال تحت سن الثامنة عشر تعيش معهم، وبلغت نسبة الأزواج القاطنين مع بعضهم البعض 37.2% من أصل المجموع الكلي للأسر، ونسبة 23% من الأسر كان لديها معيلات من الإناث دون وجود شريك،  بينما كانت نسبة 7.1% من الأسر لديها معيلون من الذكور دون وجود شريكة وكانت نسبة 32.8% من غير العائلات. تألفت نسبة 31.1% من أصل جميع الأسر من عدة أفراد يعيشون في نفس المنزل ونسبة 14.2% كانت تتألف من شخص يعيش بمفرده يبلغ من العمر 65 عاماً أو أكثر. وبلغ متوسط حجم الأسرة المعيشية 2.39، أما متوسط حجم العائلات فبلغ 3.00.
بلغ العمر الوسطي للسكان 41.3 عاماً. وكانت نسبة 26.3% من القاطنين تحت سن الثامنة عشر، وكانت نسبة 5.7% بين الثامنة عشر والرابعة والعشرين عاماً، ونسبة 22.4% كانت واقعةً في الفئة العمرية ما بين الخامسة والعشرين والرابعة والأربعين عاماً، ونسبة 24.9% كانت ما بين الخامسة والأربعين والرابعة والستين، ونسبة 20.8% كانت ضمن فئة الخامسة والستين عاماً فما فوق. وتوزع التركيب الجنسي للسكان بنسبة 46.3% ذكور و53.7% إناث.

## أعلام
- جوشوا روجرز
- كيث بورنس